# Apolybas
Apolybas é um género de coleópteros da família Erotylidae.